# Exil de Napoléon Ier à Sainte-Hélène

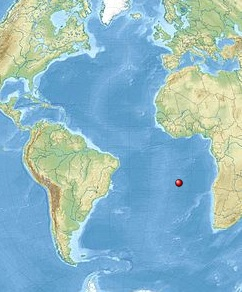
Géolocalisation de l'île Sainte-Hélène

L'exil de Napoléon Ier à Sainte-Hélène se réfère aux six dernières années de la vie de l'empereur déchu, à la suite de sa seconde abdication en 1815 au terme des Cent-Jours qui se termina par sa défaite militaire pendant la bataille de Waterloo.
Après être arrivé à Rochefort, Napoléon Ier n'a pas pu se rendre aux États-Unis, comme il l'aurait souhaité. Le gouvernement britannique avait décidé de le faire prisonnier et de le déporter sur l'île Sainte-Hélène, en plein océan Atlantique, pour qu'il ne puisse plus « nuire au repos du monde ». Il meurt le 5 mai 1821.

## Le dernier voyage

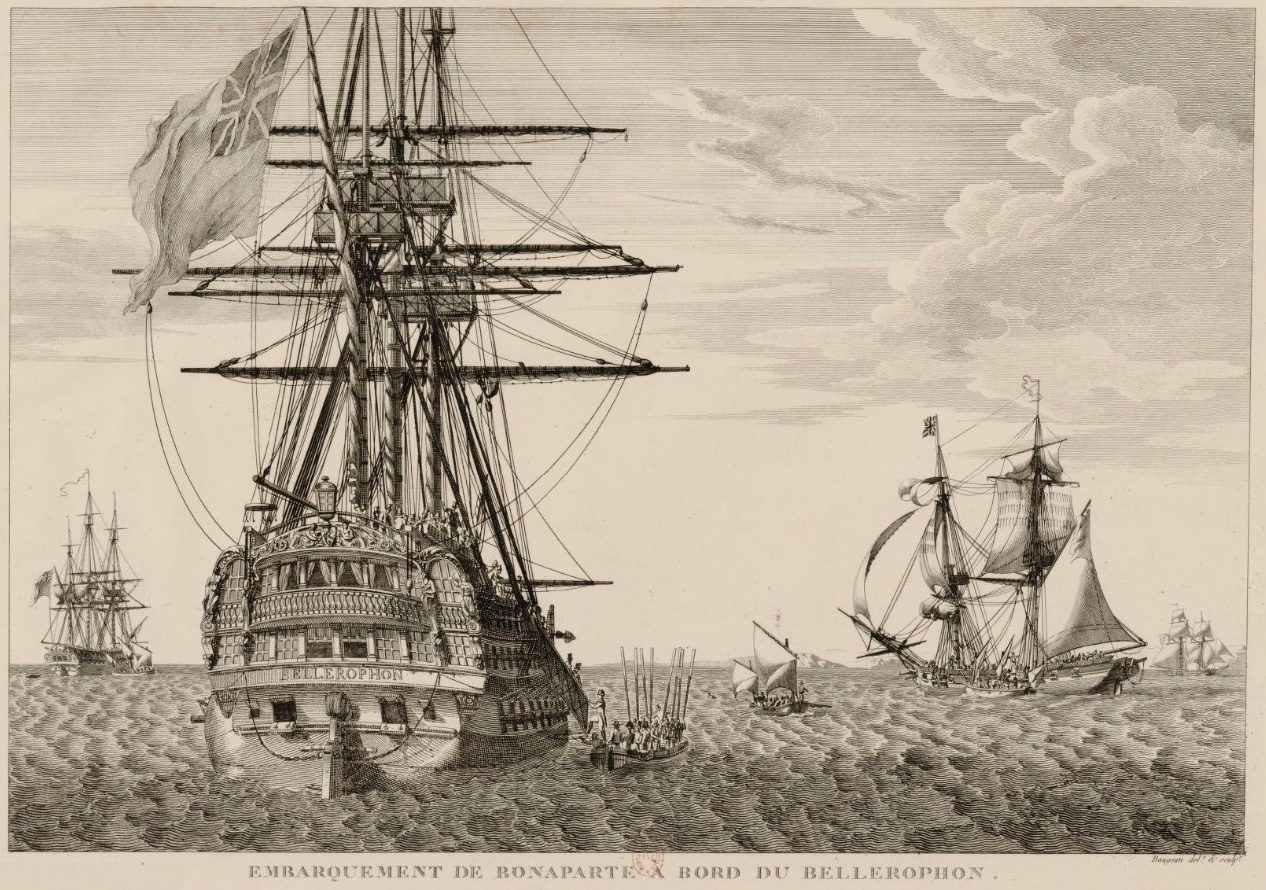
Napoléon se livrant aux Anglais et embarquant sur un de leurs vaisseaux.

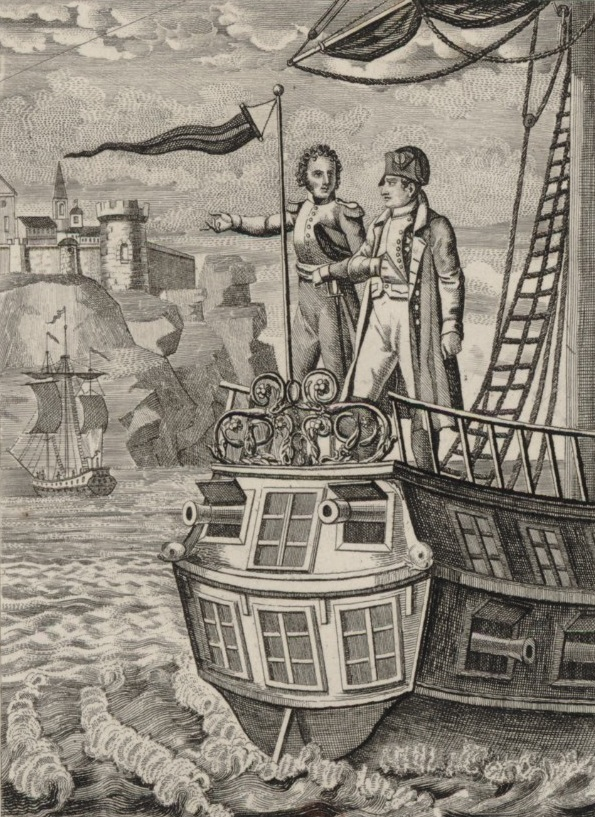
Arrivée de Bonaparte à l'île Sainte-Hélène, gravure de Louis-Yves Queverdo.

Après avoir abdiqué le 22 juin 1815, Napoléon rejoint la côte atlantique où le gouvernement français dirigé par Fouché a mis à sa disposition deux frégates pour le conduire en Amérique mais le blocus de l'escadre anglaise organisé dans la région de la Rochelle et de Rochefort l'en empêche. Il se livre au Capitaine Maitland  le 15 juillet 1815 devant l'île d'Aix, et est mené dans la baie de Torbay puis de Plymouth, sur la côte sud-ouest de l'Angleterre à bord du HMS Bellerophon, pensant que le gouvernement britannique va l'autoriser à s'installer et vivre bourgeoisement dans la campagne anglaise. Après avoir appris sa déportation sur l'île de Sainte-Hélène le 31 juillet, Napoléon est transféré le 7 août 1815 sur le Northumberland, qui l'y conduit au terme d’une traversée de deux mois et une semaine,.
Sainte-Hélène est une île volcanique située à 1 900 km à l'ouest de l'Afrique en plein Atlantique sud. Comptant près de 5 à 6 000 habitants, elle ne possède que trois accès à la mer. Cet isolement joint à l'escarpement de ses falaises noires de 200 à 300 m, la rendent aisée à surveiller et défendre. Possession de la Compagnie britannique des Indes orientales, et non de l'État anglais, ce dernier doit la louer.
Le Northumberland mouille devant Sainte-Hélène le 15 octobre 1815. Napoléon débarque le lendemain. Parmi ceux qui l'accompagnent se trouvent le Grand Maréchal du Palais, Henri Gratien Bertrand et son épouse Fanny, le général Gourgaud, Emmanuel de Las Cases, le Général de Montholon et son épouse Albine, Louis-Étienne Saint-Denis, dit le Mamelouk Ali, son maître d'hôtel Jean Baptiste Cipriani, son valet de chambre Marchand et son huissier Jean-Noël Santini. Le 17 octobre, Napoléon s'établit au pavillon des Briars chez les Balcombe, en attendant sept semaines que son lieu de détention définitif, Longwood, soit prêt à l'accueillir avec ses compagnons d'exil. Longwood, du fait de sa situation sur un plateau, permet une surveillance plus aisée mais s'avère exposé de façon constante aux vents alizés, souvent plongé dans le brouillard et l'humidité, avec des alternances soudaines de violentes pluies et de soleil ardent. Napoléon est enfin installé dans son ultime résidence le 10 décembre 1815 par le gouverneur provisoire, l'amiral Cockburn.

## La solitude à Longwood

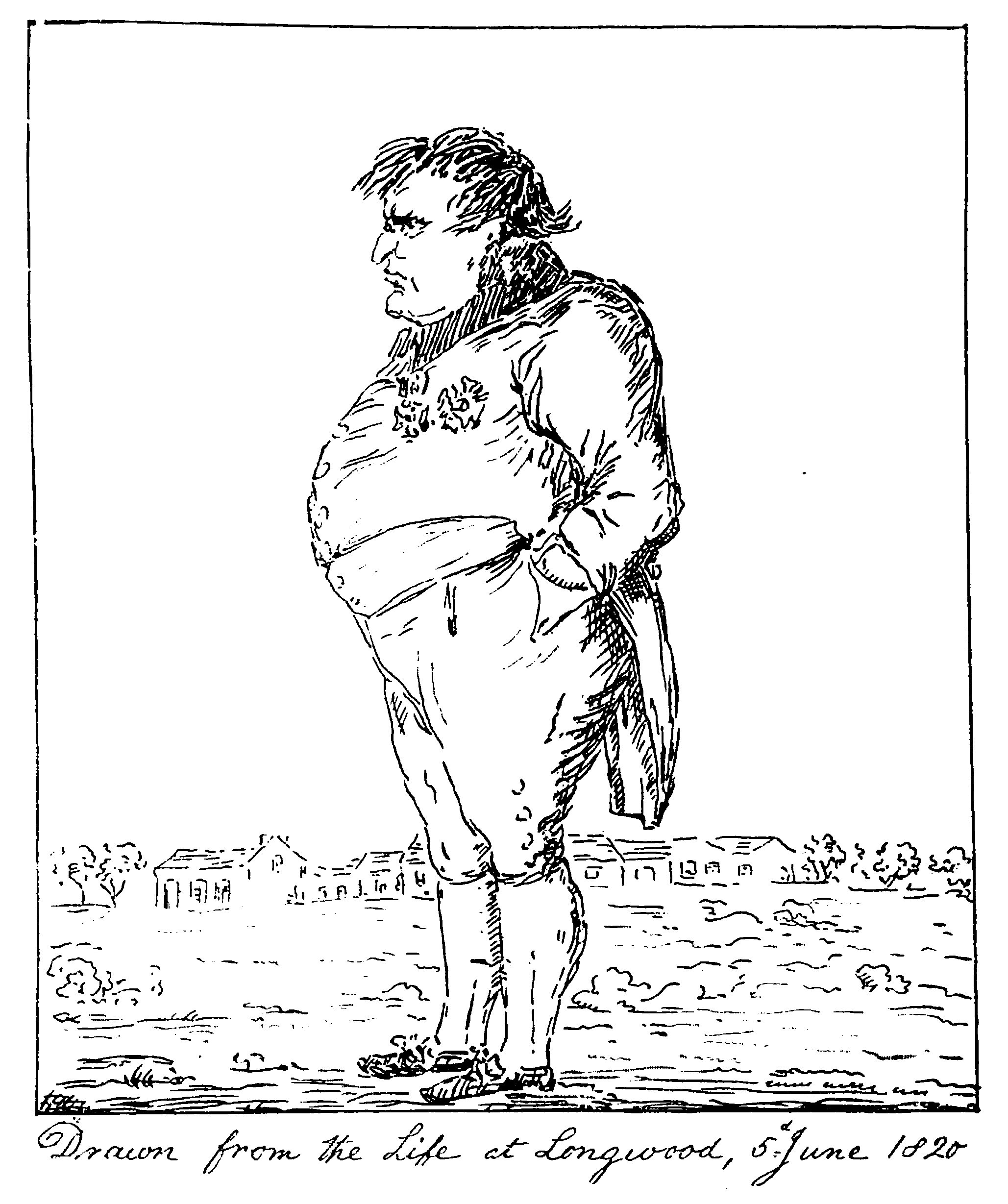
Anonyme, Fleshy (le ventripotent) dessin d'après nature de Napoléon à Longwood le 5 juin 1820.

Installé le 10 décembre 1815 à Longwood House, une habitation sans confort à l'image d'une ferme, surveillé en permanence par ses gardiens, Napoléon pense être traité comme un hôte de marque mais il se leurre et est soumis à des vexations de la part de Hudson Lowe, le nouveau gouverneur de l'Île qu'il reçoit pour la première fois le 17 avril 1816. Les relations sont tendues entre Napoléon et Lowe : sur ordre du gouvernement britannique, ce dernier refuse à Napoléon le titre d'empereur et même celui de « général Bonaparte », acceptant seulement de supprimer le « u » de Buonaparte, son nom d'origine, pour l'appeler Napoléon Bonaparte.
Ses armes sont confisquées, son courrier est ouvert (ce qui incite les Français à trouver des stratagèmes et des complices pour faire passer des courriers non censurés), et toute liberté de mouvement restreinte. Cet exil forcé attise les susceptibilités, autorise les mesquineries de ceux qui partagent sa condition, la chaleur et l'humidité faisant le reste. L'Empereur revient sur sa vie et son règne, dictant ses mémoires à ses compagnons d'infortune. Pendant ce temps, les passagers en escale à Sainte-Hélène se succèdent et sollicitent de la part des geôliers de Napoléon de leur laisser apercevoir le captif.
Le 18 juillet 1816 débarquent des commissaires étrangers chargés de rapporter à leur cour ce qui se passe sur l'île.

À la fin de l'année 1816, Emmanuel de Las Cases quitte l'île de Sainte-Hélène (il publiera, en 1823, Le Mémorial de Sainte-Hélène).
Début 1818, c'est au tour de Gourgaud, fâché avec Napoléon, de quitter Longwood. Puis, en juillet 1819, sa maîtresse Madame de Montholon retourne en Europe, avec tous ses enfants. Progressivement vidé, Longwood tombe dans une atmosphère d'attente et de langueur à peine supportable. L'arrivée en septembre 1819 d'une petite colonie de nouveaux compagnons, la plupart corses, envoyés d'Italie par la famille Bonaparte, permet de rompre la monotonie régnante, quoique les nouveaux venus ne soient pas au niveau des espérances de Napoléon et de ses autres compagnons de captivité.
L'ennui, le couvre-feu et le climat malsain font que Napoléon limite ses promenades à pied, à cheval ou en calèche, puis finit par s'isoler à Longwood où il impose l'étiquette impériale et maintient un train de vie élevé (estimé à 19 000 livres par an) que le gouverneur fait réduire de moitié. Il préfère sa chambre ou sa salle de bain à son cabinet de travail, ce qui le fait souffrir d'une obésité croissante. L'ex-empereur garde cependant l'espoir qu'un changement de gouvernement anglais pourra l'autoriser à vivre tranquillement en Angleterre ou rejoindre son frère Joseph en Amérique. Il bénéficie en effet de l'admiration du parti whig qui voit en lui l'héritier de la Révolution. De plus, il ne paraît plus menaçant pour la Sainte-Alliance. Mais Napoléon perd ses illusions après le congrès d'Aix-la-Chapelle, en novembre 1818, qui voit les Alliés décider de le maintenir en captivité sur l'île jusqu'à sa mort. Son moral s'effondre à l'annonce de cette nouvelle.

## La fin de Napoléon

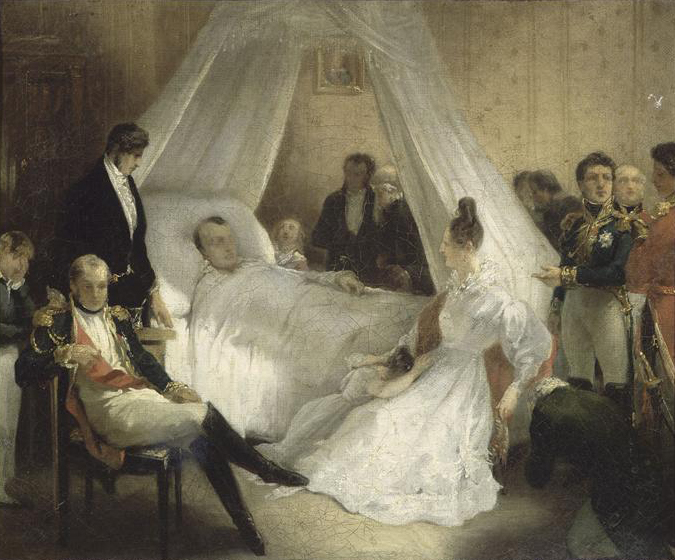
Sainte-Hélène — Mort de Napoléon. Tableau de Steuben.

Dans les dernières années, Napoléon ne travaille plus, ou peu, mais continue ses habituelles lectures dont il est toujours passionné. Il reste cloitré à Longwood pendant plusieurs mois. François Antommarchi, son médecin, lui conseille de prendre plus souvent l'air, conseil que Napoléon ne respecte pas, supportant mal ce médecin dont il dit qu'« on a le droit d'être ignorant mais pas de manquer de cœur ». Le médecin rencontre Hudson Lowe : le gouverneur lui affirme que Napoléon n'est atteint que d'une « maladie diplomatique » malgré la douleur vive au côté droit dont se plaint régulièrement l'empereur ; Antommarchi n'y diagnostique qu'une simple constipation et lui prescrit une forte dose de calomel, puissant laxatif qui ne fera qu'accentuer son ulcère à l'estomac. À partir du 11 avril 1821, alité, Napoléon commence à dicter son testament au général de Montholon et ajoute des codicilles en lien avec les événements de sa vie qui reviennent à sa mémoire, jusqu'au 27 avril, avant de sombrer dans l'agonie. Malade, atteint d'un ulcère de l'estomac, il refuse l'assistance des médecins anglais et après huit jours d'agonie rend le dernier soupir le 5 mai 1821 à 17 h 49. Ses derniers mots prononcés sont « Armée », « tête de l'Armée », ou encore « Joséphine ».
Son autopsie réalisée le 6 mai, a donné lieu à de nombreuses controverses depuis 1821 causées par les nombreux rapports, officiels et officieux, dont pas moins de trois, tous différents, pour le seul docteur Antommarchi.
Il est inhumé le 9 mai dans la vallée du Géranium, comme stipulé dans ses dernières volontés dans le cas où son corps ne devait pas être ramené en Europe. Sa tombe ne comportera aucune inscription car le gouverneur Lowe ne veut pas de la mention « Napoléon » ou « Empereur Napoléon », tandis que son acte de décès rédigé indépendamment dans le registre de la paroisse Saint James de Jamestown, capitale de l'île de Sainte-Hélène, indique à la même date « Napoleon Buonaparte, late emperor of France ».
En 1840, sur l'ordre de Louis-Philippe Ier et en accord avec les Anglais, le corps est rapatrié en France par le prince de Joinville, fils du roi Louis-Philippe Ier. Il repose aux Invalides. La dépouille de son fils Napoléon II le rejoint en 1940 aux Invalides sur l'ordre d'Hitler. Longwood sera cédée à la France en 1858, sous Napoléon III par la Reine Victoria et fait partie des domaines français de Sainte-Hélène.

## Représentations

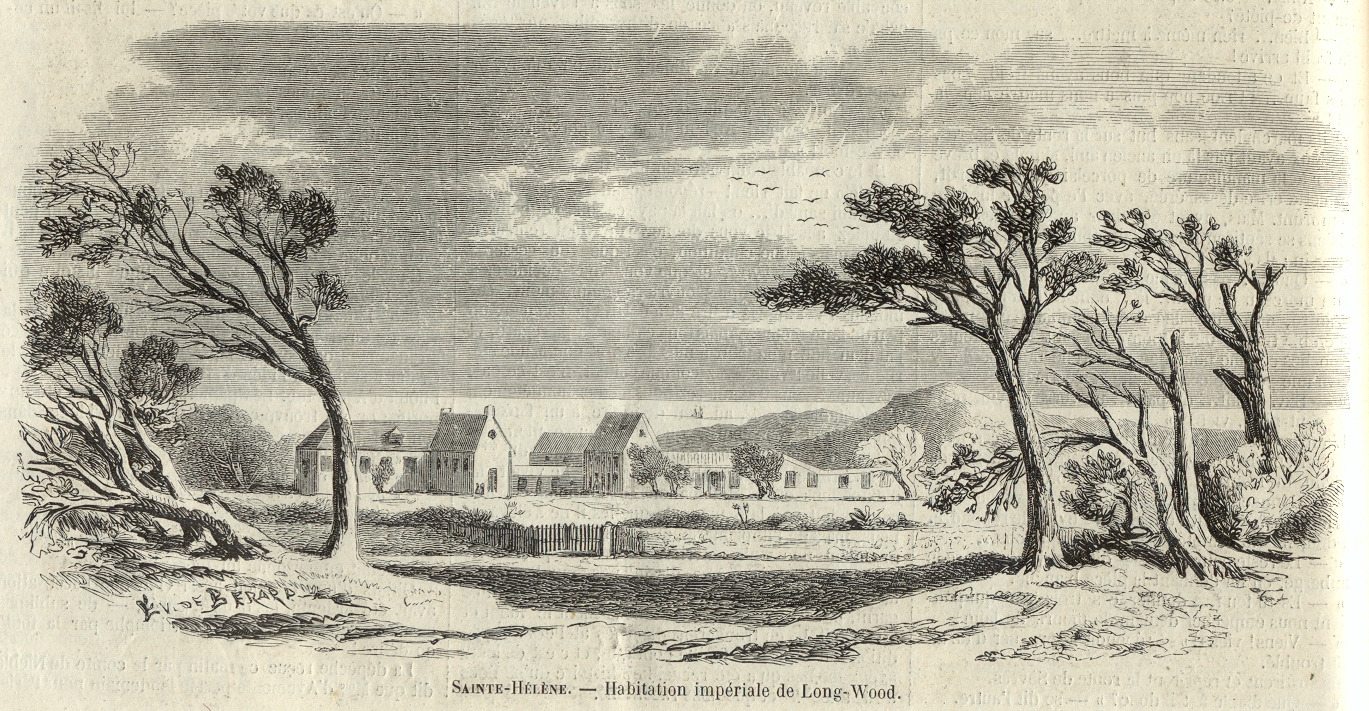
Sainte-Hélène - Habitation impériale de Longwood en 1858.
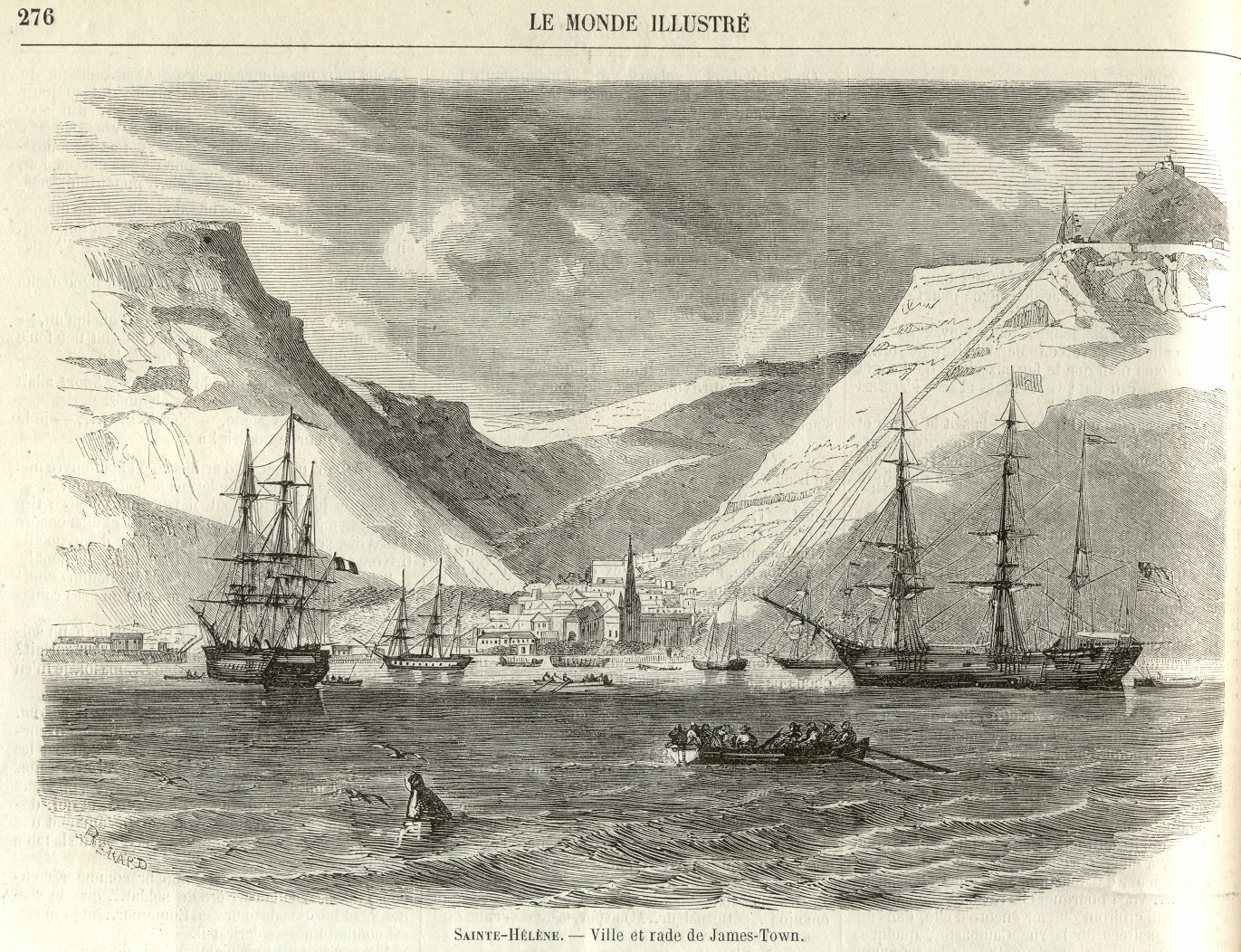
Sainte-Hélène - Rade de Jamestown.
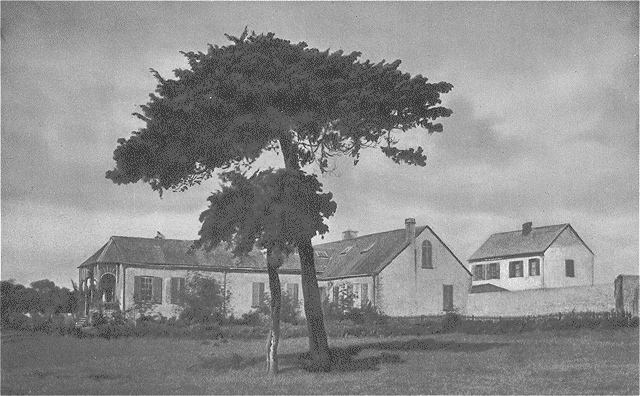
Longwood Old House en 1913.

### Filmographie
Hervé Dumont dans son étude sur les représentations de l'empereur à l'écran liste les films abordant cette période, les réalisateurs sont fascinés par le crépuscule du dirigeant, avec une vision adéquate ou plus libre. La plupart des productions, même anglaises, ont une vision négative d'Hudson Lowe.
- Napoléon à Sainte-Hélène (Napoleone a Sant'Elena) de Mario Caserini (1911)
- Le Mémorial de Sainte-Hélène ou La Captivité de Napoléon de Michel Carré et Jules Barbier (1911)
- The Prisoner of War (Napoleon on the Island of St. Helena) de J. Searle Dawley (1912)
- L'Agonie des aigles de Dominique Bertinotti et Julien Duvivier, non crédité (1920-1921)
- Sainte-Hélène ou La Fin de Napoléon à Sainte-Hélène (Napoleon auf St. Helena ou Der Gefangene Kaiser) de Lupu Pick (1929). Le film est tourné à partir du scénario d'Abel Gance pour son ambitieuse fresque sur Napoléon dont un seul film a abouti.
- The Man on the Rock de Edward L. Cahn (1938). Ce court-métrage analyse un possible complot que l'empereur n'est pas mort en exil.
- Sant'Elena, piccola isola de Umberto Scarpelli et Renato Simoni (1943)
- La Caméra explore le temps, épisode Le Drame de Saint-Hélène de Guy Lessertisseur (1961).
- Eagle in a Cage de George Schaefer (1965). Téléfilm Hallmark Hall of Fame (en).
- Eagle in a Cage de Fielder Cook (1971). Adaptation du téléfilm de 1965 pour le cinéma, il prend plusieurs libertés par rapport à la réalité historique.
- Napoleone a Sant'Elena (it) de Vittorio Cottafavi (1973)
- Betzi de Claude Harold Whatham (1978)
- L'Otage de l'Europe (Jeniec Europy) de Jerzy Kawalerowicz (1989)
- The Emperor's New Clothes d'Alan Taylor (2001). L'intrigue suit une vision uchronique.
- Monsieur N. d'Antoine de Caunes (2003)

L'exil est également abordé dans Napoléon de Sacha Guitry (1955) et Napoléon de Yves Simoneau (2002). Plusieurs projets de films inaboutis se concentraient spécifiquement sur l'exil : Return from St. Helena de Charles Chaplin (1937), Saint-Hélène d'André Berthomieu (1939), Napoléon à Saint-Hélène de Jean Delannoy (1960), Sainte-Hélène de Julien Duvivier (1961) et The Master of Longwood ou Betsy et l'empereur de Patrice Chéreau (2009).

### Documentaires
[vidéo] « Napoléon à Sainte-Hélène : le dernier acte », Dominique Adt (réalisateur), dans Science grand format sur France 5, 2024, 91 min, CAPA / Matcha Prod / France Télévisions / Histoire TV (consulté le 2 mai 2024)
Un documentaire-fiction, intitulé Napoléon, l'exilé de Sainte-Hélène, est consacré à l'exil de Napoléon Ier à Sainte-Hélène dans le cadre de l'émission Secrets d'Histoire, présentée par Stéphane Bern.
Celui-ci est diffusé sur France 3 le 19 avril 2021 à l'occasion du bicentenaire de la mort de Napoléon.